# Satana (città)
Satana è una città dell'India di 32.551 abitanti, situata nel distretto di Nashik, nello stato federato del Maharashtra. In base al numero di abitanti la città rientra nella classe III (da 20.000 a 49.999 persone).

## Geografia fisica
La città è situata a 20° 34' 60 N e 74° 12' 0 E e ha un'altitudine di 543 m s.l.m..

## Società

### Evoluzione demografica
Al censimento del 2001 la popolazione di Satana assommava a 32.551 persone, delle quali 16.767 maschi e 15.784 femmine. I bambini di età inferiore o uguale ai sei anni assommavano a 3.894, dei quali 2.117 maschi e 1.777 femmine. Infine, coloro che erano in grado di saper almeno leggere e scrivere erano 24.324, dei quali 13.298 maschi e 11.026 femmine.